# Irvin Reyna
Irvin Josué Reyna Zavala (sinh ngày 7 tháng 6 năm 1987) là một cầu thủ bóng đá người Honduras, hiện tại thi đấu cho C.D. Honduras Progreso ở Honduran Liga Nacional.

## Sự nghiệp câu lạc bộ
Reyna khởi đầu sự nghiệp tại Club Deportivo Olimpia nhưng gia nhập C.D. Necaxa cho mùa giải Apertura 2010.
Sau đó anh trở lại Olimpia cho mùa giải Clausura 2012.

## Sự nghiệp quốc tế
Reyna là một phần của U-23 Honduras chiến thắng tại 2008 CONCACAF Men's Pre-Olympic Tournament và giành quyền đến Thế vận hội Mùa hè 2008. Anh có màn ra mắt cho Honduras vào tháng 9 năm 2010 trong trận giao hữu trước El Salvador mà là trận đấu duy nhất của anh cho đến tháng 5 năm 2013.